# Resident Evil 2 (2019)
Resident Evil 2, ook wel Resident Evil 2 Remake genoemd, is een survival horrorspel ontwikkeld en uitgegeven door Capcom. Het spel werd in januari 2019 wereldwijd uitgebracht voor Windows, PlayStation 4 en Xbox One. Het spel is een remake van het tweede deel uit de Resident Evil-franchise serie. Resident Evil 2 Remake werd aangekondigd door producent Yoshiaki Hirabayashi op 12 augustus 2015 op het YouTube-kanaal van Resident Evil. De trailer was het eerst te zien op E3 2018 bij Sony.

## Verhaal
Dit spel begint met Leon S. Kennedy die aankomt in Raccoon City, het is zijn eerste dag als RPD-agent. Als hij in de stad aankomt ontmoet hij Claire Redfield, zus van Chris, beiden worden bijna direct aangevallen door zombies. Door een vrachtwagen die een ongeval veroorzaakt worden ze weer opgesplitst. Het eerste doel is het politiegebouw te bereiken, dit is te vergelijken met de "Mansion". Het gebouw is vergeven van zombies en vallen, daarnaast komen er nu ook Lickers voor in het gebouw. Dit zijn gemuteerde mensen door het direct inspuiten van een onstabiele vorm van het virus. Lickers zijn gekend als hunters en hebben een zeer lange tong waarmee ze Claire en Leon aanvallen. In het spel moet je vele puzzels oplossen om sleutels te bemachtigen om zo verder te geraken. Via het politiegebouw ga je naar een ondergronds laboratorium via een speciaal aangelegde trein. In het laboratorium ontdek je dat er een nieuwe vorm van het virus bestaat, het G-virus, dit zorgt ervoor dat er sneller mutaties optreden bij mensen. William Birkin, de ontwikkelaar van het G-virus, zorgde eerst voor de uitbraak van het T-virus en later injecteerde hij zichzelf met het virus. Hij muteerde in een zeer groot monster, gelukkig kon Leon hem stoppen. In het spel wordt Leon geholpen door Ada Wong, eerst blijkt ze haar vriendje te zoeken maar later wordt het duidelijk dat ze in het laboratorium is om een sample van het virus te pakken te krijgen. Claire daarentegen helpt een klein meisje, Sherry Birkin, dochter van William. Zij verstopt zich eerst in het politiegebouw en later ontsnapt ze samen met Claire. Ze is zeer belangrijk want ze bezit namelijk een sample van het nieuwe virus in haar halsketting. Laatste personage in het spel is Annette Birkin, vrouw van William, zij probeert haar dochter te redden en zij vermoordt Ada op het einde omdat ze het virus wil stelen. Het einde van het spel kunnen enkel Claire, Leon en Sherry ontsnappen aan de naderende nucleaire aanslag op Raccoon City, men doet dit om het virus uit te roeien.

## Remake
Resident Evil 2 is een remake van de oorspronkelijke Resident Evil 2 die in 1998 uitkwam voor de PlayStation. In plaats van een gefixeerde camera volgt dit spel de hoofdpersoon steeds van achter. De gameplay is hierbij vergelijkbaar met die van Resident Evil 4.
Om het spel te moderniseren zijn de personages enigszins aangepast. Zo draagt Leon bijvoorbeeld geen schoudervulling meer. Ook moest de layout en geluidsontwerp van het speelveld worden aangepast aan de bewegende camera, om zo de vijanden beter te kunnen verhullen. De remake is meer gericht op het element van horror dan die van actie.

## Ontvangst
De demoversie die werd getoond tijdens de E3 in 2018 is wereldwijd 4,7 miljoen keer gedownload. Het spel werd op aggregatiewebsite Metacritic alom geprezen. Men was positief over de gameplay en de opbouwende spanning gedurende het spelverloop.
Resident Evil 2 Remake werd in de eerste week wereldwijd 3 miljoen keer verkocht. Het was Capcoms tweede grootste lancering op het softwareplatform Steam.

## Trivia
- Het spel is in Japan uitgebracht onder de titel Biohazard RE:2.